# مورو بتین
مورو بتین (ایتالیایی: Mauro Bettin؛ زادهٔ ۲۱ دسامبر ۱۹۶۸) دوچرخه‌سوار اهل ایتالیا است.